# Ernst Greese
Ernst Greese (* 14. Januar 1894 in Fraudenhorst; † unbekannt) war ein deutscher Landwirt und Politiker (CDU).

## Leben
Ernst Greese besuchte die Volksschule und danach die Höhere Landwirtschaftsschule in Eldena. 1912 begann er ein Studium an der Landwirtschaftlichen Hochschule in Berlin, das durch den Militärdienst unterbrochen wurde. Nach der landwirtschaftlichen Diplomprüfung 1920 und folgendem pädagogischen Lehrgang war er als Landwirtschaftslehrer tätig. Später arbeitete er im Betrieb seines Vaters und in der Saatzuchtwirtschaft. Er übernahm die Leitung der Landwirtschaftsschule in Freienwalde und wurde später zum Landwirtschaftsrat ernannt. Nach der Machtergreifung der Nationalsozialisten musste er seine Stellung aufgeben und arbeitete ab April 1934 als Landwirt auf dem eigenen Hof in Fraudenhorst.
Im Herbst 1945 trat er in die CDU ein. 1946 wurde er in den Kreistag des Kreises Ueckermünde und in den Landtag Mecklenburg-Vorpommern gewählt.